# Hiraga Genshin
Hiraga Genshin est un nom japonais traditionnel ; le nom de famille (ou le nom d'école), Hiraga, précède donc le prénom (ou le nom d'artiste).
Hiraga Genshin (平賀 源信, mort le 6 février 1537) est un samouraï vassal de la famille Takeda au début de l'époque Sengoku de l'histoire du Japon. Il est attaqué par Takeda Nobutora à la forteresse d'Un no Kuchi en 1536 et contraint Nobutora à la retraite. Mais Takeda Shingen, le fils de Nobutora alors âgé de 15 ans et appelé « Takeda Harunobu », rallie les forces Takeda et les conduit à la victoire, tuant Hiraga dans le processus.

## Source de la traduction
- (en) Cet article est partiellement ou en totalité issu de l’article de Wikipédia en anglais intitulé « Hiraga Genshin » (voir la liste des auteurs).